# Kilkunda
Kilkunda es una ciudad y nagar Panchayat situada en el distrito de Nilgiris en el estado de Tamil Nadu (India). Su población es de 8886 habitantes (2011).

## Demografía
Según el censo de 2011 la población de Kilkunda era de 8886 habitantes, de los cuales 4280 eran hombres y 4606 eran mujeres. Kilkunda tiene una tasa media de alfabetización del 85,74%, superior a la media estatal del 80,09%: la alfabetización masculina es del 92,70%, y la alfabetización femenina del 79,32%.